# Coccophagus basalis
Coccophagus basalis är en stekelart som beskrevs av Compere 1939. Coccophagus basalis ingår i släktet Coccophagus och familjen växtlussteklar.
Artens utbredningsområde är:
- Kenya.
- Tanzania.

Inga underarter finns listade i Catalogue of Life.